# Ardagger Markt
Ardagger Markt är huvudorten i kommunen Ardagger i Österrike. Den ligger i distriktet Amstetten i förbundslandet Niederösterreich. 